# كايل غالنر
كايل غالنر (بالإنجليزية: Kyle Gallner)‏ مواليد 22 أكتوبر 1986 في بنسيلفانيا، الولايات المتحدة، هو ممثل أمريكي بدأ مسيرته الفنية سنة 2000.

## الأعمال

### أفلام
- جسم جينيفر
- كابوس شارع إيلم
- مخلوقات جميلة
- قناص أمريكي
- أفضل الساعات

### مسلسلات
| السنة | العمل                                  | الدور        |
| ----- | -------------------------------------- | ------------ |
| 2002  | القانون والنظام: الوحدة الخاصة للضحايا |              |
| 2003  | ممسوس بملاك                            | جوش          |
| 2004  | سمولفيل                                |              |
| 2004  | المقاطعة                               | براين جونسون |
| 2005  | القاضية إيمي                           |              |
| 2005  | ذا سي دبليو                            | شون ديفيس    |
| 2005  | فيرونيكا مارس                          |              |
| 2006  | كولد كيس                               |              |
| 2006  | بونز                                   |              |
| 2007  | القانون والنظام: الوحدة الخاصة للضحايا | شين ميلز     |
| 2007  | سي اس آي: نيويورك                      |              |
| 2008  | الدرع                                  | لويد دينتون  |
| 2012  | عقول إجرامية                           |              |
| 2013  | الموتى السائرون                        | زاك          |

## روابط خارجية
- كايل غالنر على موقع IMDb (الإنجليزية)
- كايل غالنر على موقع روتن توميتوز (الإنجليزية)
- كايل غالنر على موقع ألو سيني (الفرنسية)
- كايل غالنر على موقع أول موفي (الإنجليزية)
- كايل غالنر على موقع بوكس أوفيس موجو (الإنجليزية)
- كايل غالنر على موقع قاعدة بيانات الأفلام السويدية (السويدية)
- كايل غالنر على موقع إن إن دي بي (الإنجليزية)
- كايل غالنر على موقع قاعدة بيانات الفيلم (الإنجليزية)
- كايل غالنر على موقع كينوبويسك (الروسية)